# Dimorphocoma
Dimorphocoma é um género botânico pertencente à família Asteraceae.